# Hard Candy (film)
Hard Candy är en amerikansk film från 2005 i regi av David Slade. I huvudrollerna syns Patrick Wilson och Elliot Page.
Filmens historia är baserad på händelser från Japan där det rapporterats att skolflickor har sökt upp och överfallit nätanvändare som sökt kontakt med minderåriga flickor.[källa behövs]

## Handling
Fjortonåriga Haley kommunicerar med den 32-årige fotografen Jeff i ett chattforum på nätet. Efter att ha chattat i tre veckor träffas de. De möts på ett kafé och Jeff inser att Haley bara är 14 år. De åker hem till Jeff där de pratar och Haley blandar en drink till Jeff som svimmar för att Haley blandat i en drog.